# Crampagna
Crampagna é uma comuna francesa na região administrativa de Occitânia, no departamento de Ariège. Em 2010 a comuna tinha 869 habitantes (densidade: 86,7 hab./km²).